# Eupteryx dworakowskae
Eupteryx dworakowskae är en insektsart som beskrevs av Dlabola 1981. Eupteryx dworakowskae ingår i släktet Eupteryx och familjen dvärgstritar.
Artens utbredningsområde är Iran. Inga underarter finns listade i Catalogue of Life.